# Стюарт, Рэлф Рэндлс
Рэлф Рэндлс Стю́арт (англ. Ralph Randles Stewart, 1890—1993) — американский ботаник, занимавшийся изучением флоры современного Пакистана.

## Биография
Родился в Нью-Йорке 15 апреля 1890 года в семье Томаса Стюарта и Мэри Исабел Рэндлс. С 1907 года учился в Колумбийском колледже, окончил его в 1911 году, после чего отправился преподавать ботанику и зоологию в Гордон-колледж в Равалпинди.
В 1916 году защитил диссертацию доктора философии в Колумбийском университете, в ней рассматривал флору Ладакха. В том же году Стюарт женился на Изабелле Кэролайн Дарроу.
С 1917 по 1922 год Стюарт преподавал ботанику, зоологию и английский язык в Гордон-колледже, также был почётным надзирателем Лепрозория Равалпинди. В течение последующего года Рэлф находился в Нью-Йоркском ботаническом саду, где определял собранные им гербарные образцы растений Пакистана.
С 1923 года — вновь в Гордон-колледже, в 1934 году назначен его директором. В 1940 году вернулся в США, в 1944—1955 годах — снова работал директором Гордон-колледжа.
После смерти Изабеллы Стюарт от рака в 1953 году, Стюарт женился на Хладии Портер. В 1955 году ушел с должности директора Гордон-колледжа, заняв пост заместителя директора.
В 1960 году покинул Равалпинди и стал научным сотрудником Мичиганского университета, где продолжил изучение растений Азии. С 1967 года работал в Мичиганском университете в качестве волонтёра, без оплаты.
В 1972 году напечатал «Аннотированный каталог сосудистых растений Западного Пакистана и Кашмира», в 1982 году вышла в печать книга Стюарта «История и исследование растений Пакистана и прилегающих регионов».
С 1981 года жил в городе Дуарти в Калифорнии. В 1990 году Стюарт вновь ездил в Пакистан на Симпозиум по растительному миру Южной Азии.
Скончался 6 ноября 1993 года в возрасте 103 лет.

## Некоторые научные публикации
- Stewart R. R. The flora of Ladak // Bulletin of the Torrey Botanical Club. — 1916—1917. — Vol. 43. — P. 571—588, 625—650.
- Stewart R. R. An annotated catalogue of the vascular plants of West Pakistan and Kashmir. — 1972. — 1028 p.

## Роды растений, названные именем Р. Стюарта
- Stewartiella Nasir, 1972